# سرقت مسلحانه در دریای شمال
سرقت مسلحانه در دریای شمال (به انگلیسی: North Sea Hijack) که با نام گروه ضربت هم شناخته می‌شود، یک فیلم اکشن انگلیسی با بازی راجر مور، لیا بردی، جیمز میسون، آنتونی پرکینز، جاناتان نیوث و مایکل پارکس محصول سال ۱۹۸۰ به کارگردانی اندرو وی. مک‌لاگلن است.